# تلون غرد (زلاغي الشرقي)
تلون غرد (بالفارسية: تلون گرد) هي قرية تقع في إيران في قسم زلاغي الشرقي الریفي.